# Willem Doudijns
Willem Doudijns (1630 Haag – 1697 Haag) byl nizozemský malíř a rytec, člen sdružení Bentvueghels, což bylo sdružení převážně vlámských a nizozemských umělců pracujících v Římě.

## Životopis

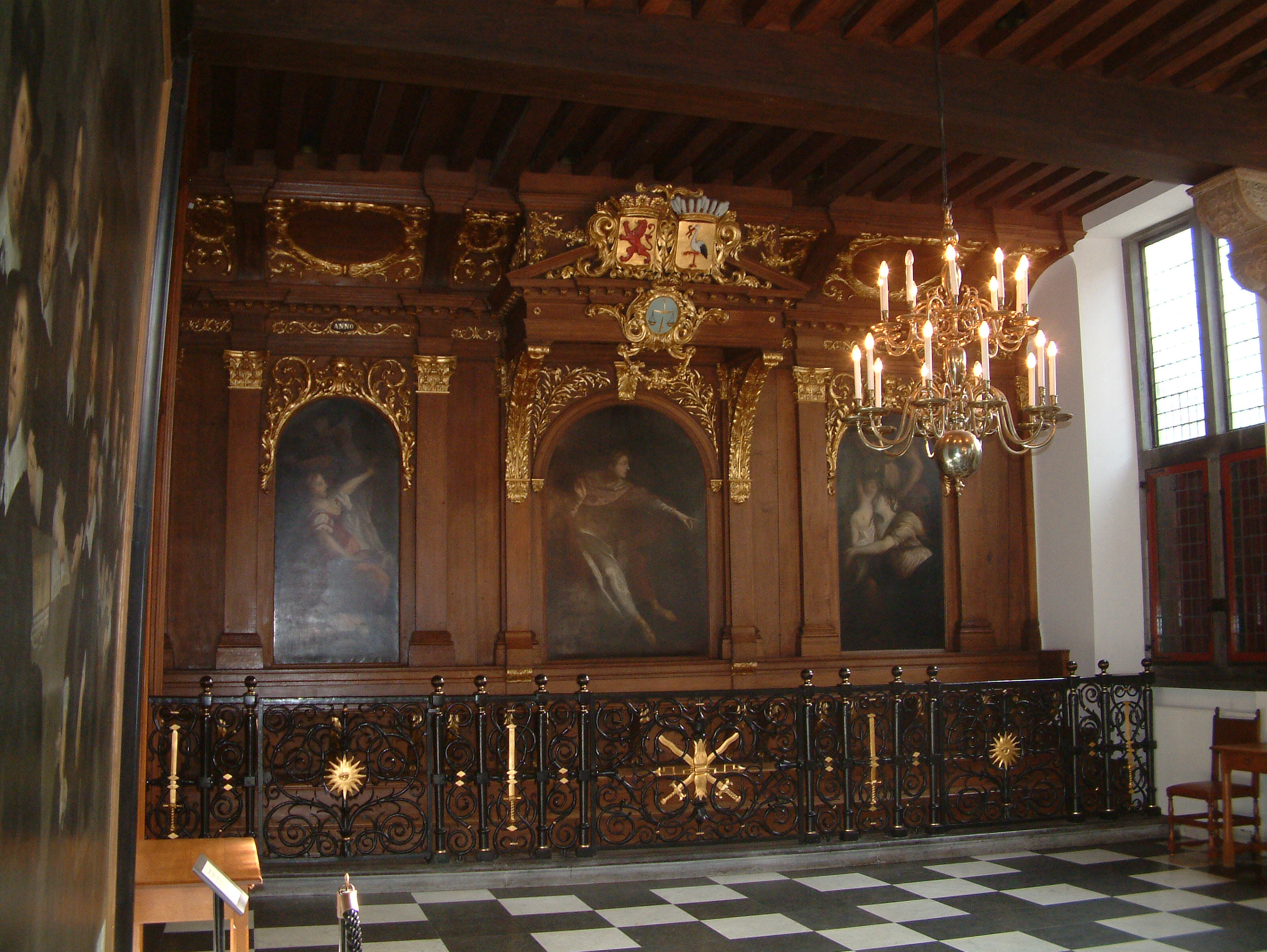
Vierschaar se třemi obrazy zobrazujícími Šalamounův soud na radnici v Haagu, Doudijns

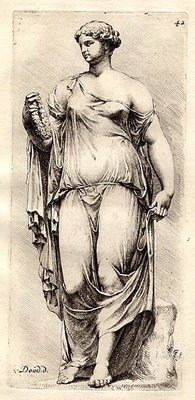
Doudijns, kresba římské sochy, rytina Jan de Bisschop

Podle Netherlands Institute for Art History Willema Doudijnse učil kreslit Alexander le Petit. Strávil dvanáct let v Itálii, domů se vrátil v roce 1661. Spolupracoval s rytcem Janem de Bisschopem. Oba se stali zakládajícími členy Confrerie Pictura. Doudijns namaloval velký stropní obraz Alegorie umělců opouštějících haagský Cech Sv. Lukáše pro zasedací sál. Obraz se nedochoval, ale Doudijnsův žák Mattheus Terwesten udělal jeho náčrt, který je nyní uložen v holandském Rijksmuseum. Podle Arnolda Houbrakena byl Doudijns synem starosty a v Římě se připojil ke spolku Bentvueghels, kde užíval přezdívku  Diomedes. Po návratu domů se stal hlavou Confrerie Pictura. Byl známý svými výmalbami zdí či stropů, pozoruhodným dílem je obraz Judgment of Solomon (Šalamounův soud Judgment of Solomon (Šalamounův soud)) pro Vierschaar, soudní síň staré radnice v Haagu. 
Jeho žáky byli Erasmus Arondeus, Frans Beeldemaker, Gijsbert de Bije, Bartholomeus van Burgindis, Arnoldus Gouda, Nicolaes Hooft, Pieter van der Hulst, Daniël Jacobsz, Lowys Paen, Nicolaes van Ravesteyn, Pieter van Reenen, Pieter Jansz van Ruyven, Augustinus Terwesten, Mattheus Terwesten, Michiel van der Valck, Daniël Walewijns, Domenicus van Wijnen nebo Willem Wissing. 

### Poznámka
1. ↑  Vierschaar je historický termín pro soud v Nizozemsku. Před oddělením zákonodárství, vymáhání práva a povinností byla města spravována senátem (Wethouderschap), který tvořili dva, tři nebo někdy čtyři přední měšťané a takový počet šerifů (Schepenen), aby celkový počet rozhodčích byl obecně sedm. Většina měst měla výsadu řešit vlastní spory a zasedací místnost používaná k tomuto účelu se obvykle nacházela na radnici. Mnoho historických městských sálů má stále takovou místnost, obvykle zdobenou scénami ze Šalomounova soudu.V tomto článku byl použit překlad textu z článku Vierschaar na anglické Wikipedii.